# Улейки
Улейки — деревня в Оленинском районе Тверской области, входит в состав муниципального образования Глазковское сельское поселение.

## География
Расположена на реке Сишка в 10 км северо-восточнее Оленино. Севернее деревни проходит автодорога М-9 «Балтия» (Новорижское шоссе).

## История
Между Алферово и деревней Улейки, при повороте на Махерово находился Матренин погост (Матренкино погост) — Иоанно-Богословская церковь, построенная в 1795 году, ныне не сохранилась.

## Население
| 1859 | 2002 | 2010 |
| ---- | ---- | ---- |
| 49   | ↘0   | →0   |